# Amphiascoides neglectus
Amphiascoides neglectus är en kräftdjursart som först beskrevs av Norman och Scott 1905.  Amphiascoides neglectus ingår i släktet Amphiascoides och familjen Diosaccidae. Inga underarter finns listade i Catalogue of Life.